# Eugeniusz Czajka

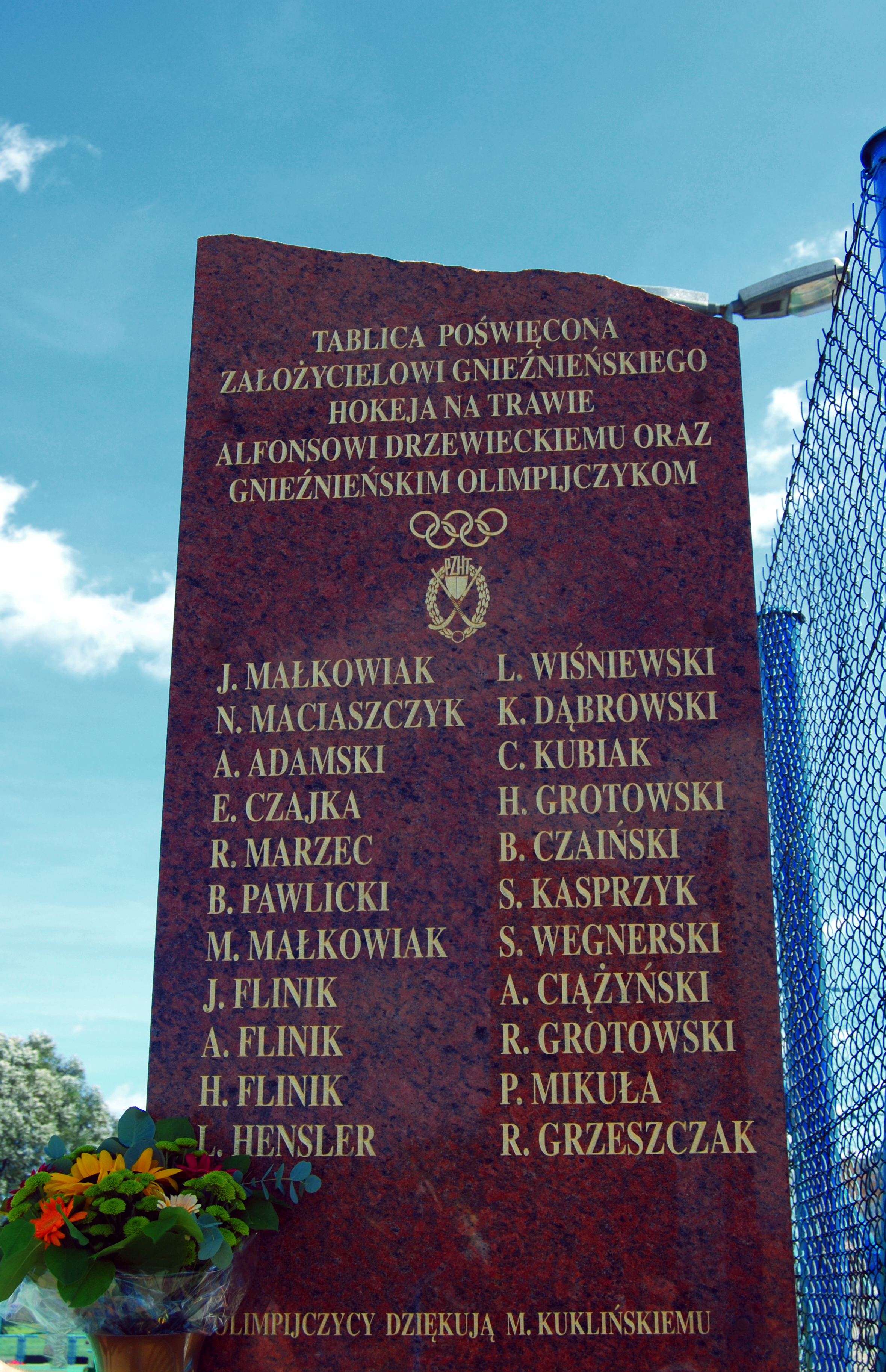
Tablica poświęcona Gnieźnienskim olimpijczykom,wśród nich Eugeniusz Czajka.

Eugeniusz Czajka (ur. 25 marca 1927 w Goślinowie, zm. 5 lutego 2011 w Poznaniu) – polski hokeista na trawie, olimpijczyk.

## Życiorys
Syn Stefana i Teodozji Stołowskiej, ukończył Gimnazjum i Liceum im. Bolesława Chrobrego w Gnieźnie (1948), a następnie Wydział Chemii Uniwersytetu im. Adama Mickiewicza w Poznaniu (1952). Gry w hokeja nauczył się w czasach licealnych. Od 1948 był zawodnikiem Spójni Gniezno (zdobył pięć tytułów mistrza Polski w latach 1948–1953), grał także – w czasie służby wojskowej – w OWKS Wrocław (mistrz Polski 1954) i OWKS Poznań (mistrz Polski 1955). Grał na pozycji rozgrywającego napastnika.
W latach 1949–1957 wystąpił w 25 meczach reprezentacji narodowej (strzelił jedną bramkę). Uczestniczył we wszystkich meczach Polski w turnieju olimpijskim w Helsinkach (1952), na którym reprezentacja narodowa zajęła 6. miejsce (na 12 startujących). Otrzymał tytuł "Mistrza Sportu". Po zakończeniu kariery zawodniczej był trenerem w Grunwaldzie Poznań, działał w klubie oraz Polskim Związku Hokeja na Trawie. Ponadto pracował zawodowo jako główny inżynier w zakładach "Centra" w Poznaniu.
Żonaty (z Janiną z Zalewskich, nauczycielką), syn Robert (technik weterynarii).